# Pseudogekko atiorum
Pseudogekko atiorum es una especie de gecos de la familia Gekkonidae.

## Distribución geográfica
Es endémica de la isla de Negros (Filipinas).